# الهيئة الخليجية للسكك الحديدية
الهيئة الخليجية للسكك الحديدية، هي هيئة عربية خليجية، مكلفة بإدارة وتشغيل منظومة خطوط السكك الحديدية الخليجية عند الانتهاء من إنشائها، وقد أعلن عن تشكيلها بقرار من المجلس الأعلى لدول الخليج العربي خلال اجتماعهم في القمة الخليجية 42 التي عقدت في الرياض في 14 ديسمبر 2021.